# Matthias Russ
Matthias Russ (Reutlingen, 14 november 1983) is een voormalig Duits wielrenner.

## Belangrijkste overwinningen
2006
2e etappe Regio-Tour

## Resultaten in voornaamste wedstrijden
| Jaar | Ronde van Italië | Ronde van Frankrijk | Ronde van Spanje |
| ---- | ---------------- | ------------------- | ---------------- |
| 2005 |                  |                     | opgave           |
| 2006 | 74e              |                     |                  |
| 2007 | 54e              |                     |                  |
| 2008 | opgave           |                     |                  |
| 2009 | opgave           |                     | 90e              |
| 2010 | 84e              |                     |                  |

| Jaar | Ronde van Lombardije | Parijs-Brussel | Waalse Pijl |
| ---- | -------------------- | -------------- | ----------- |
| 2005 | 66e                  |                |             |
| 2006 |                      |                | 153e        |
| 2007 |                      |                |             |
| 2008 |                      |                |             |
| 2009 |                      |                |             |
| 2010 |                      | 136e           |             |